# Endonepenthia schuitemakeri
Endonepenthia schuitemakeri är en tvåvingeart som beskrevs av Schmitz 1932. Endonepenthia schuitemakeri ingår i släktet Endonepenthia och familjen puckelflugor. Inga underarter finns listade i Catalogue of Life.